# Recreational Equipment
Recreational Equipment, Inc. eller REI er en amerikansk outdoor- og sportsforretningskæde. Den er organiseret som et kooperativ med hovedkvarter i Seattle, Washington. REI sælger campingudstyr, vandring, klatring, cykling, vand, løb, fitness, sne, rejseudstyr og tøj. De har 179 butikker i 39 delstater, samt postordre og e-handel.
Lloyd Anderson (1902–2000) og Mary (Gaiser) Anderson (1909–2017) etablerede REI i Seattle, Washington i 1938.